# جایزه آرتور سی. کلارک
جایزهٔ آرتور سی کلارک جایزه‌ای است که هر سال به بهترین اثر علمی–تخیلی منتشر شده در بریتانیا تعلق می‌گیرد. این جایزه را آرتور سی کلارک در سال ۱۹۸۶ بنیان نهاد و هزینهٔ آن را تقبل کرد. مبلغ جایز در سال‌های اولیه ۱۰۰۰ پوند بود، ولی از سال ۲۰۰۱ به اندازهٔ عدد سال در تقویم میلادی (یعنی ۲۰۰۱ پوند در سال ۲۰۰۱ و ۲۰۰۵ پوند در سال ۲۰۰۵) افزایش یافت.

## برندگان
| سال  | نویسنده            | نام اثر              | یادداشت |
| ---- | ------------------ | -------------------- | ------- |
| ۱۹۸۷ | مارگارت اتوود      | سرگذشت ندیمه         |         |
| ۱۹۹۷ | مری دوریا راسل     | گنجشک                |         |
| ۲۰۰۸ | ریچارد مورگان      | مرد سیاه             |         |
| ۲۰۱۴ | ان لکی             | عدل الحاقی           |         |
| ۲۰۱۵ | امیلی سنت جان مندل | ایستگاه یازده        |         |
| ۲۰۱۶ | آدریان چایکوفسکی   | فرزندان زمان         |         |
| ۲۰۱۷ | کلسن وایتهد        | رمان راه‌آهن زیرزمینی |         |